# Kruh nezávislé inteligence
Kruh nezávislé inteligence (zkratka KNI) byla iniciativa, která vznikla v létě 1989 jako společenství akademických pracovníků, ochotných se podílet na monitorování a odborné kritice komunistických institucí a přípravě jejich reformy. Vznik Kruhu byl přímou reakcí na brutální potlačení lednových demonstrací během Palachova týdne a na zatčení Václava Havla.
Cílem KNI byla rehabilitace vzdělanosti a racionality, pravdy a poznání, dialogu a tolerance
První konspirativní noční schůzka proběhla na Matematicko-fyzikální fakultě UK v Troji. Zakládající schůzka Kruhu se uskutečnila koncem léta 1989 v domě Petra Kučery za účasti asi 50 členů. Byl zvolen řídící pracovní tým ve složení Josef Vavroušek, Ivan Gabal, Petr Kratochvíl, Ladislav Hlavatý, Libor Pátý, Lubomír Kopecký, Jaromír Juna a akademik Miroslav Katětov a dne 6. září 1989 vydal KNI prohlášení, které vysílaly zahraniční rozhlasové stanice. Další konspirativní noční schůze proběhla v loděnici v Modřanech. Následovala schůze na Přírodovědecké fakultě UK na Albertově, kde byl rovněž přítomen Ivan Havel. Postupně se připojilo asi 500 akademických pracovníků a také někteří novináři.
Kruh spoluorganizoval se studenty demonstraci 17. listopadu na Albertově, kde jako hlavní řečník vystoupil akademik Miroslav Katětov, a vzápětí po brutálním potlačení páteční demonstrace na Národní třídě se jeho členové aktivně podíleli na svržení komunistického režimu. Již v neděli 19. 11. vzniklo za redakce Josefa Vavrouška na Lékařské fakultě UK Provolání k akademické obci, které bylo ještě týž den rozmnoženo na kopírce Realistického divadla a v pondělí distribuováno v ústavech ČSAV.
Členové KNI se významně podíleli na práci ústředí Občanského fóra v tzv. Špalíčku a později někteří z nich zastávali vládní funkce. Mezi zakládající členy patřili také Václav Žák, Petr Vopěnka a Ivan Pilip. Řada zakládajících a aktivních členů Kruhu pracovala v době normalizace ve Výzkumném ústavu matematických strojů (VÚMS), kam se dostali zásluhou Jana Sokola, nebo se poznali na bytových seminářích organizovaných Chartou 77 (Václav Trojan, Ladislav Žák, Ivan Havel, Petr Vopěnka).
Na počátku roku 1990 byli někteří členové KNI zvoleni do Komory volených zástupců pracovišť ČSAV, která měla za úkol reformovat Akademii věd, zvolit nové vedení a rehabilitovat vědecké pracovníky postižené během normalizace.